# Piula africana
La piula africana (Anthus cinnamomeus) és un ocell de la família dels motacíl·lids (Motacillidae).

## Hàbitat i distribució
Habita praderies obertes des d'Angola, sud-oest, sud, est, i nord-est de la República Democràtica del Congo, sud del Sudan, Sudan del Sud, Etiòpia, Somàlia i sud-oest d'Aràbia, cap al sud fins Sud-àfrica.